# Pierre Mandonnet
Pierre Mandonnet, O.P. (Beaumont, 26 febbraio 1858 – Tournai, 4 gennaio 1936), è stato un presbitero, teologo e storiografo belga di origine francese.
Teologo neotomista e storico della filosofia medievale, fu uno dei fondatori della rivista teologica Revue thomiste, e, nel 1921, della Société thomiste per la quale contribuì alla nascita del periodico Bulletin Thomiste e alla pubblicazione della collana editoriale Bibliothèque Thomiste.

## Biografia
Nel 1882 entrò a far parte dell'ordine domenicano francese che era bersaglio di un anticlericalismo montante a causa del quale ricevette la sua formazione sacerdotale in Spagna, in Austria e Corsica. Infine, il 17 dicembre 1887 ricevette l'ordine sacerdotale. Dal 1891 al 1919 fu ordinario di storia della Chiesa presso la Facoltà Teologica dell'Università di Friburgo, dipartimento del quale fu decano dal 1893 al 1894, prima di divenire rettore dell'ateneo dal 1902 al 1903. Il 1893 fu anche l'anno della fondazione di Revue Thomiste, periodico creato insieme ai padri domenicani Marie Thomas Coconnier (m. 1908) e Ambroise Gardeil.
Durante la prima guerra mondiale dovette espatriare in Svizzera dove si prese probabilmente cura dei dispersi e dei prigionieri. Dopo la guerra lasciò il Paese elvetico a causa di una malattia, per trasferirsi poi a Parigi fino al 1927, quando una seconda ondata anticlericale lo costrinse a ripiegare in Belgio. Nel corso della sua vita accademica pubblicò uno studio su Sigieri da Brabante, un saggio sulla teologia dell'Alighieri, una biografia di san Domenico di Guzmán, alcuni scritti sul pensiero di san Tommaso d'Aquino e sul ruolo dei predicatori domenicani nella colonizzazione delle Americhe.
Nel 1927, la sua biblioteca personale confluì in quella della provincia francese dell'Ordine dei Predicatori, custodita a Saulchoir. Nel '34 fu nominato professore onorario a Friburgo.
Si spense il 4 gennaio 1936 a Tournai, in Belgio, all'età di settantasette anni.

## Opere
- Les Dominicains et la découverte de l'Amérique, 1893
- Siger de Brabant et l'averroïsme latin au xiiie siècle, 2 voll., 1908–11
- Des écrits authentiques de S. Thomas d'Aquin, (1910)
- Pierre Mandonnet, J. A. Destrez, Bibliographie thomiste, 1921 (ultima edizione pubblicata nel 1960).
- Dante le théologien ; introduction à l'intelligence de la vie, des œuvres et de l'art de Dante Alighieri,1935
- Saint Dominique: l'idée, l'homme et l'oeuvre (1921); tradotto in inglese nel 1944 col titolo di St. Dominic and his work (in due parti);[5] tradotto anche all'italiano: San Domenico: L'idea, l'uomo e l'opera, Santa Lega Eucaristica, Milano 1934.